# 千葉県道174号勝浦布施大原線
千葉県道174号勝浦布施大原線（ちばけんどう174ごう かつうらふせおおはらせん）は、千葉県勝浦市といすみ市を結ぶ一般県道である。

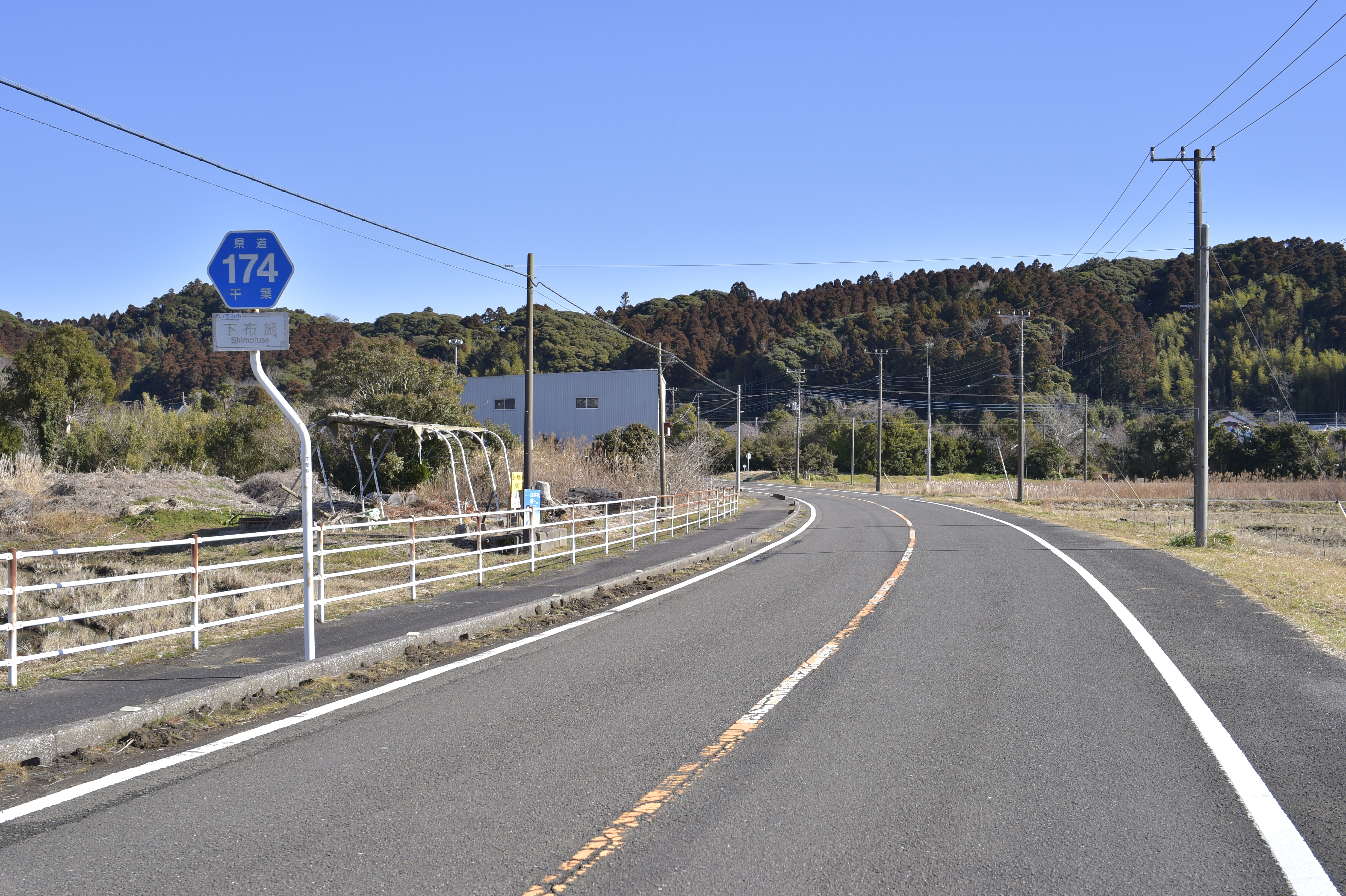
千葉県道174号勝浦布施大原線
いすみ市下布施（2023年2月）

## 概要
- 起点：勝浦市市野郷（市野郷交差点、千葉県道82号天津小湊夷隅線交点）
- 終点：いすみ市大原（貝須賀交差点、国道128号交点）

## 路線状況
2014年6月7日に勝浦市市野川地先において法面崩壊が発生し、全面通行止めの通行規制がなされた。市野川地先の復旧工事完了により、同年9月30日に全面通行止めの通行規制が解除された。

## 異常気象時通行規制区間
大雨などの異常気象時に、勝浦市市野郷（市野郷交差点、起点）から夷隅郡御宿町上布施までの約6.0kmの区間で、次のいずれかに当てはまる場合に通行止めの交通規制が実施される。
- 時間雨量が30mmを超えたとき
- 連続雨量が150mmを超えたとき

## 道路施設

### トンネル
- 長沢隧道（延長58m、1963年完成）
- 硯隧道（延長59m、1962年完成、1978年開削撤去）
- 寄瀬隧道（延長25m、1945年完成、1984年開削撤去）

## 通過する自治体

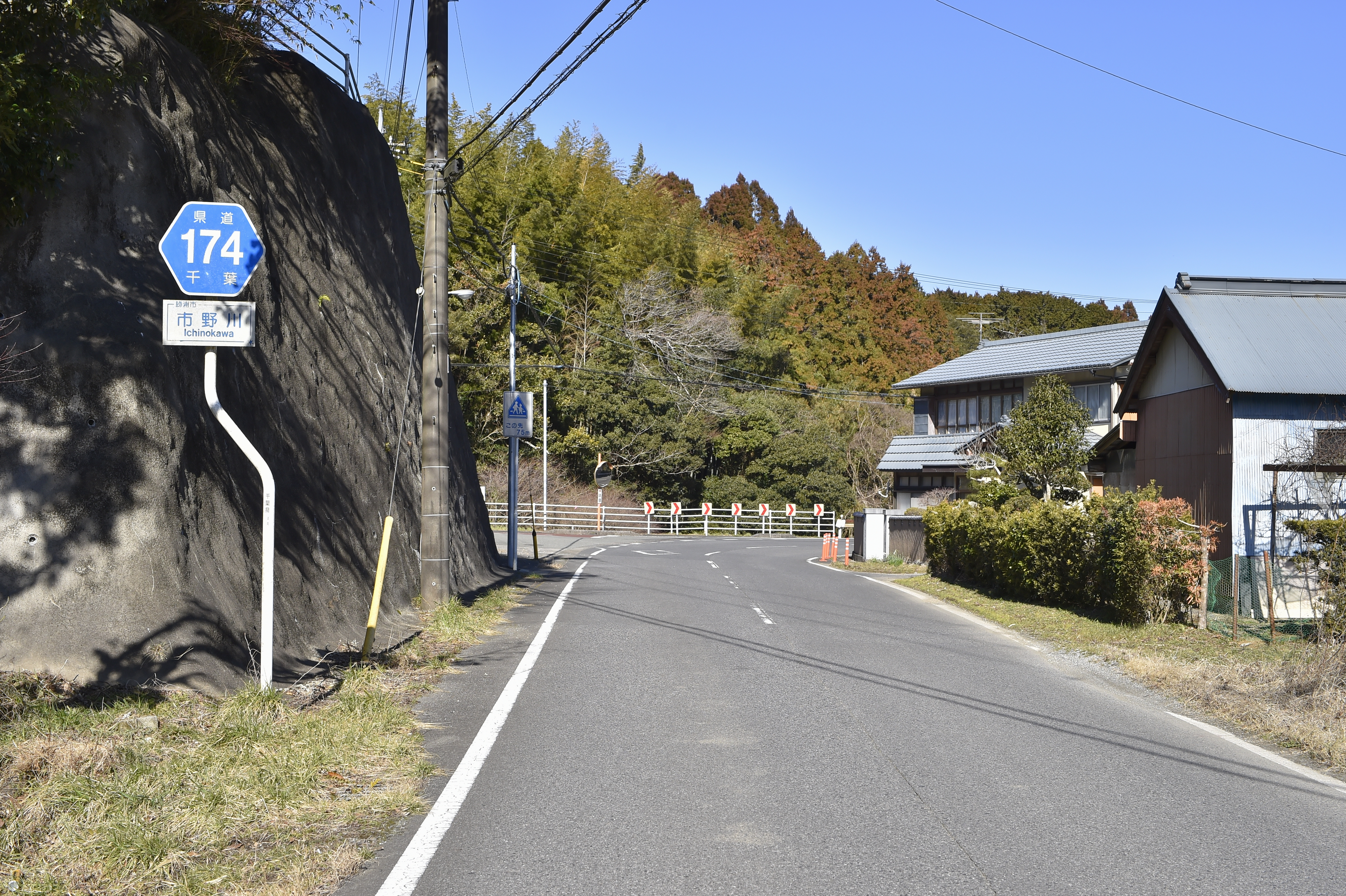
勝浦市市野川（2023年2月）

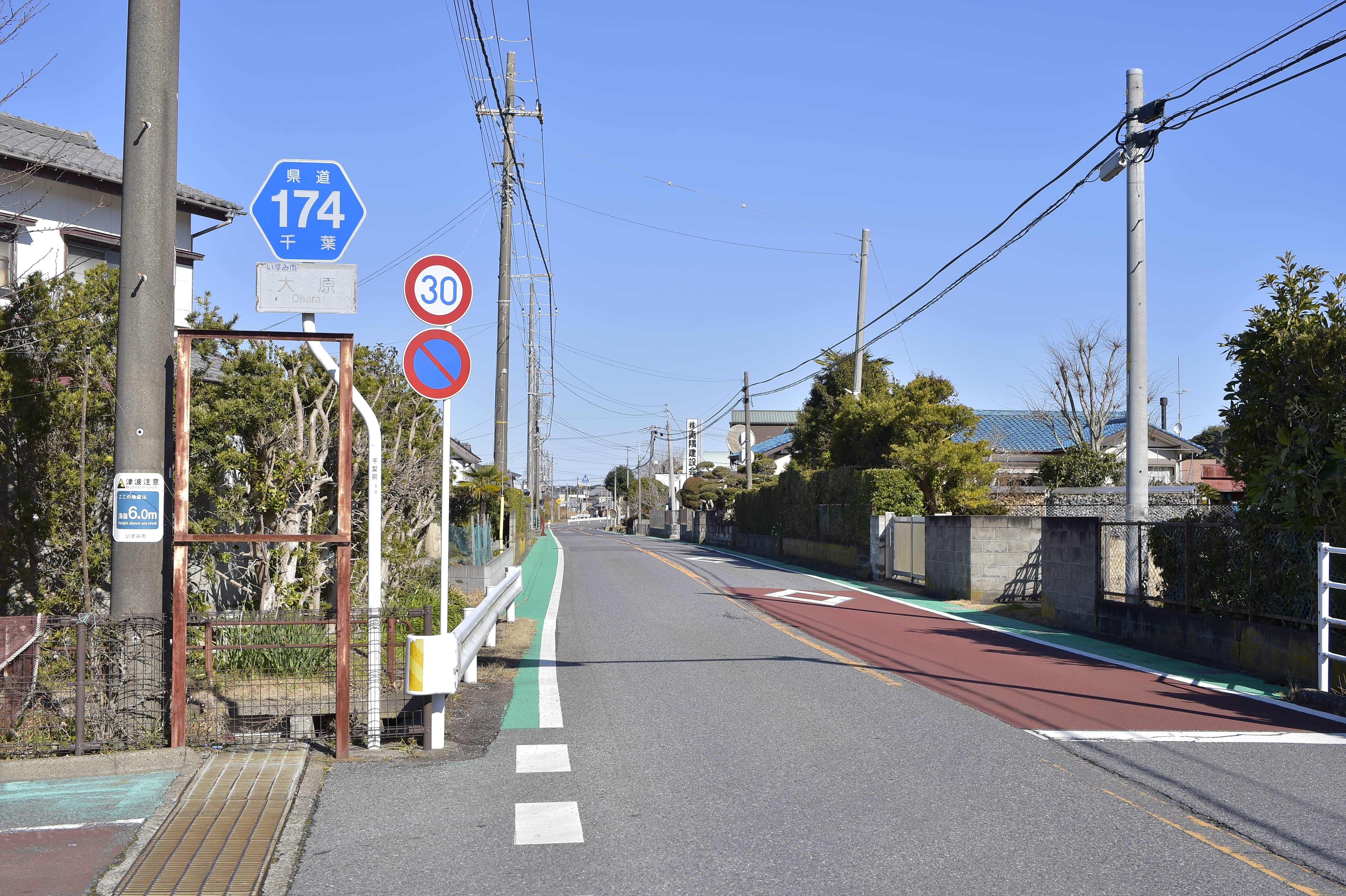
いすみ市大原（2023年2月）

- 千葉県
  - 勝浦市 - 夷隅郡御宿町 - いすみ市

## 交差する道路
- 千葉県道82号天津小湊夷隅線

勝浦市市野郷（市野郷交差点、起点）
- 千葉県道273号上布施勝浦線

夷隅郡御宿町上布施（交差点名標識なし）
- 千葉県道176号夷隅御宿線

夷隅郡御宿町上布施（御宿町上布施交差点） - いすみ市下布施（下布施交差点） ※重複区間
- 国道128号

いすみ市大原（貝須賀交差点、終点）

## 沿線施設など
- 勝浦ゴルフ倶楽部（勝浦市市野川）
- 上布施八幡神社（夷隅郡御宿町上布施）
- 布施郵便局（夷隅郡御宿町上布施）
- いすみ警察署布施駐在所（夷隅郡御宿町上布施）
- 布施学校組合立布施小学校（夷隅郡御宿町上布施）
- 市営大原グラウンド野球場（いすみ市釈迦谷）
- 夷隅郡市広域市町村圏事務組合消防本部大原消防署（いすみ市大原）
- 千葉県立大原高等学校（いすみ市大原）
- いすみ市立大原小学校（いすみ市大原）
- 夷隅土木事務所（いすみ市大原）
- 大原南町郵便局（いすみ市大原）